# Platygillellus
Platygillellus is een geslacht van straalvinnige vissen uit de familie van zandsterrenkijkers (Dactyloscopidae).

## Soorten
- Platygillellus altivelis Dawson, 1974
- Platygillellus brasiliensis Feitoza, 2002
- Platygillellus bussingi Dawson, 1974
- Platygillellus rubellulus (Kendall & Radcliffe, 1912)
- Platygillellus rubrocinctus (Longley, 1934)
- Platygillellus smithi Dawson, 1982